# 11228 Botnick
11228 Botnick è un asteroide della fascia principale interna. Scoperto nel 1999, presenta un'orbita caratterizzata da un semiasse maggiore pari a 2,2824227 UA e da un'eccentricità di 0,1453719, inclinata di 3,64478° rispetto all'eclittica.
Fa parte della famiglia di asteroidi Nisa.